# Bruno Freindlich
Bruno Arthurovitch Freindlich (ou Freundlich) (en russe : Бру́но Арту́рович Фре́йндлих), né le 10 octobre 1909 à Saint-Pétersbourg et mort le 7 juillet 2002 dans la même ville, est un acteur soviétique de théâtre et cinéma,. Il est le père de l'actrice Alissa Freindlich,.

## Biographie
Bruno Freindlich est le fils de Arthur Freundlich - cordonnier chez Skorokhod, et de son épouse, née Charlotte Seitz, tous deux Russes allemands. Les Freundlich et Seitz appartenaient à la dynastie des artisans verriers installés en Russie en XVIIIe siècle. Bruno a deux sœurs, Cécilia et Dagmar, et un frère prénommé Arthur. 
Bruno Freindlich fait ses études à l'École des arts du théâtre de Leningrad en 1931-1934. Dès 1931, il se produit sur scène du Théâtre de la jeunesse ouvrière de Leningrad. Il joue ensuite au Théâtre du jeune spectateur Alexander Briantsev (ru) (1941-1946), au Théâtre Tovstonogov (1946-1948) et enfin au Théâtre Alexandrinski. Parmi ses interprétations notables au théâtre, on peut noter Hamlet dans la production de Grigori Kozintsev (1954) et Ivan Tourguenev dans Elegie.
On lui décerne le titre d'artiste émérite de la RSFSR en 1941 et le titre d'artiste du Peuple de la RSFSR en 1957, puis le titre honorifique d'Artiste du peuple de l'URSS en 1974.
Sa carrière au cinéma commence en 1949 sous la direction d'Herbert Rappaport, dans le film biographique relatant l'histoire d'ingénieur russe Alexandre Popov. Il y incarne l'inventeur italien Guglielmo Marconi et reçoit pour ce rôle le prix Staline de la IIe classe en 1951. Il enchaîne avec d'autres films biographiques et joue ensuite dans de nombreux films à succès, une quarantaine en tout. Parallèlement il poursuit son travail au théâtre pratiquement jusqu'à la fin de ses jours.
Son livre de souvenirs 65 ans sur scène parait en 1998. 
Bruno Freindlich est le père de l'actrice Alissa Freindlich.
Mort à Saint-Pétersbourg, l'artiste est inhumé dans la parcelle du Cimetière Volkovo surnommée la passerelle des écrivains.

## Filmographie partielle
- 1949 : Alexandre Popov (Александр Попов) d'Herbert Rappaport et Viktor Eisymont : Guglielmo Marconi
- 1953 : Rimski-Korsakov (Римский-Корсаков) de Gennadi Kazansky et Grigori Rochal : Ramensky
- 1954 : Hommes en guerre (Герои Шипки) de Sergueï Vassiliev : Gyula Andrássy
- 1954 : La Dague (Кортик, Kortik) de Vladimir Venguerov et Mikhail Schweitzer : lieutenant Valeri Nikolski
- 1955 : Deux capitaines (Два капитана) de Vladimir Venguerov : Ivan Korabliov
- 1955 : La Nuit des rois (Двенадцатая ночь) de Yan Frid :  Feste, le bouffon
- 1957 : Don Quichotte (Дон Кихот) de Grigori Kozintsev : le comte
- 1968 : La Saison morte (Мертвый сезон) de Savva Koulich : général Batourine
- 1970 : Tchaïkovski (Чайковский) d'Igor Talankine : Ivan Tourgueniev
- 1985 : Bataille de Moscou (Bitva za Moskvou) de Iouri Ozerov : Boris Chapochnikov
- 1990 : Stalingrad (Сталинград) de Iouri Ozerov : Boris Chapochnikov

## Distinctions
- prix Staline : 1951
- Artiste du peuple de l'URSS
- Ordre de l'Amitié des peuples : 1979
- Ordre du Drapeau rouge du Travail : 1989
- Ordre de l'Honneur : 1994
- Ordre du Mérite pour la Patrie de la IVe classe : 1999